# Шершенцы
Шершенцы (укр. Шершенці) — село, относится к Кодымскому району Одесской области Украины.
Население по переписи 2001 года составляло 1555 человек. Почтовый индекс — 66034. Телефонный код — 4867. Занимает площадь 7,59 км².

## Местный совет
66034, Одесская обл., Кодымский р-н, с. Шершенцы, ул. Ленина, 9